# Шуман, Нильс
Нильс Шуман (нем. Nils Schumann, 20 мая 1978, Бад Франкенхаузен, Тюрингия) — немецкий бегун на средние дистанции. Олимпийский чемпион и победитель Кубка Мира по легкой атлетике. Стал чемпионом Европы, будучи юниором (19 лет). Личный рекорд на 800 метров 1.44.22 (установлен в полуфинале Олимпийских Игр в Сиднее).

## Достижения
- Олимпийский чемпион 2000 года на 800 метров с результатом 1.45.08 (Сидней)
- победитель Кубка Мира 1998 года (Йоханнесбург)
- чемпион Европы 1998 года (Будапешт)
- чемпион Европы в закрытых помещениях 1998 года (Валенсия)
- чемпион Европы среди молодежи 1999 года (Гётеборг)
- чемпион Европы среди юниоров 1997 года в беге на 800 метров (Любляна)
- вице-чемпион Европы в закрытых помещениях 2000 года
- второе место на Кубке Европы 2000 года